# Katharina von Aragon

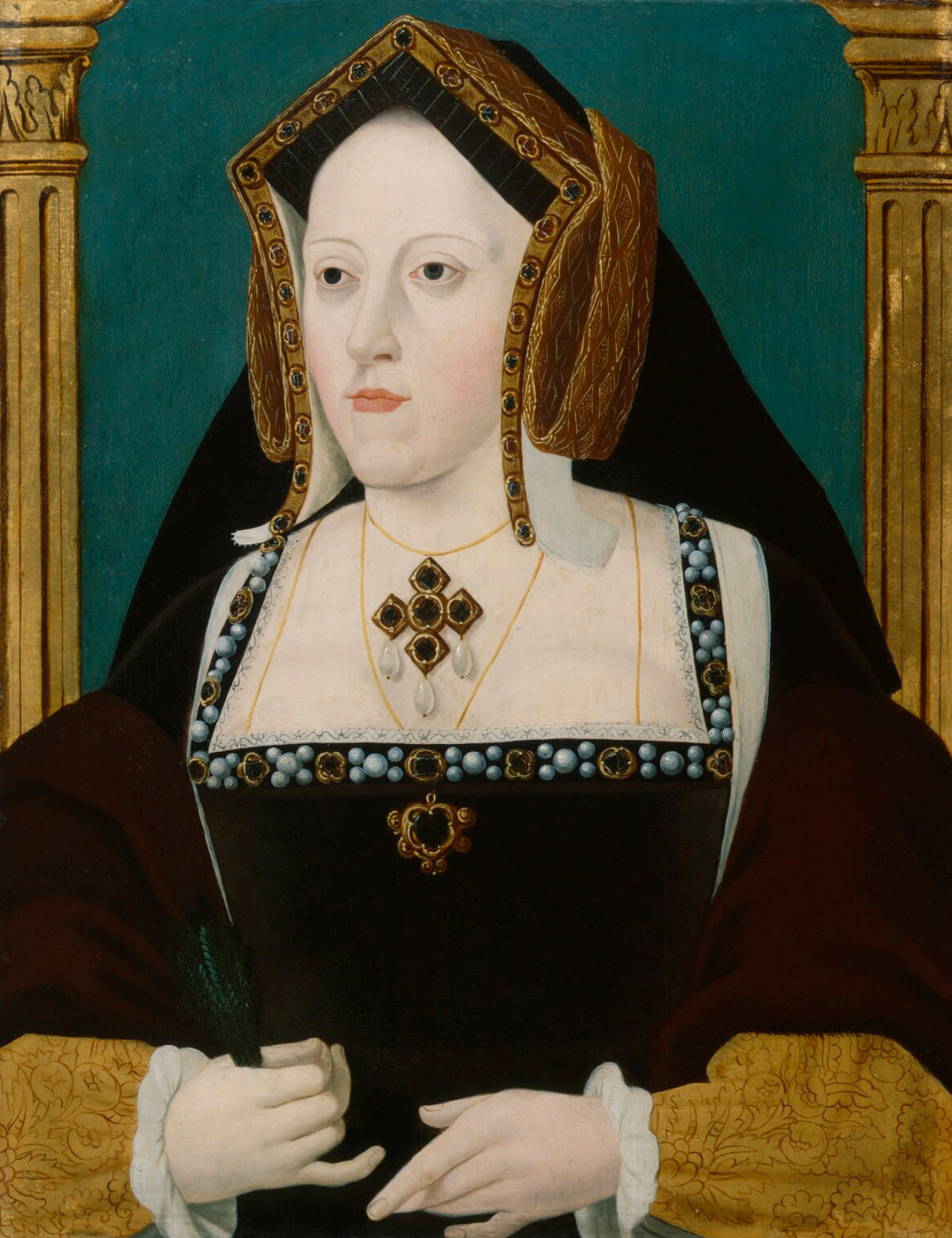
Katharina von Aragon

Katharina von Aragon (auch Katharina von Aragonien, spanisch Catalina de Aragón y Castilla oder Catalina de Trastámara y Trastámara, englisch Catherine of Aragon; * 16. Dezember 1485 in Alcalá de Henares; † 7. Januar 1536 auf Schloss Kimbolton in Huntingdonshire) war als erste Frau Heinrichs VIII. Königin von England und Mutter der späteren Königin Maria I. Tudor.

## Leben
Katharina von Aragon wurde in der Nacht vom 15. auf den 16. Dezember 1485 im erzbischöflichen Palast von Alcalá de Henares geboren. Sie war das jüngste Kind des Königspaares Isabella I. von Kastilien und Ferdinand II. von Aragonien. Ihre Urgroßmutter, Katharina von Lancaster, nach der sie benannt wurde, war eine Enkelin des englischen Königs Eduard III. Ihr Lebensmotto war “humble and loyal” (deutsch: „bescheiden und loyal“). Über ihre Schwester Johanna war sie die Tante der Kaiser des Heiligen Römischen Reiches Karl V. und Ferdinand I.

### Heirat mit Arthur Tudor
Schon 1489 wurde zwischen den Königshäusern Englands und Kastiliens ein Heiratsvertrag für Katharina von Aragonien und den erst drei Jahre alten Arthur Tudor, den Sohn Heinrichs VII. von England, geschlossen. Heinrich sah es als wichtigste Aufgabe an, seine Macht als Monarch zu stärken und seine oberste Gewalt zu sichern. Er hatte in der Schlacht von Bosworth Field zwar das Heer des Hauses York unter Richard III. geschlagen, sein Thronanspruch beruhte jedoch nur vage auf einer illegitimen Nachkommenschaft über seine Mutter Margaret Beaufort, einer Nachfahrin von Eduard III. Die Heirat seines Sohnes mit der spanischen Prinzessin sollte seinen Anspruch weiter verbessern und ein starkes Bündnis zwischen England und Spanien begründen. Im September 1501 verließ Katharina Spanien. Bei ihrer Heirat mit dem englischen Thronfolger am 14. November 1501 in der St Paul’s Cathedral waren beide 15 Jahre alt. Als Prince of Wales (Fürst von Wales) entsandte man Arthur nach Schloss Ludlow an der walisischen Grenze, um dem Rat von Wales vorzusitzen, wobei Katharina ihn begleitete. Schon kurz nach der Heirat erkrankten beide an schwerem Fieber. Arthur erlag der Krankheit, so dass Katharina bereits nach vier Monaten Ehe zur Witwe wurde.

### Leben zwischen Spekulationen
Katharina war durch den frühen Tod ihres Mannes Arthur ihrem Schwiegervater praktisch ausgeliefert. Heinrich VII. behandelte sie nicht sonderlich gut und erlaubte ihr kein standesgemäßes Leben. Für Heinrich war Katharina nach dem Tod Arthurs eher eine kostspielige Geisel als eine Schwiegertochter oder ein Mitglied der königlichen Familie. Bei Hofe war Katharina nicht erwünscht, daher zog sie sich nach Durham House zurück. Der englische König zahlte ihr so wenig Unterhalt für ihre Haushaltung, dass Katharina gezwungen war, ihre Eltern um Geld zu bitten, damit sie ihre Lebensmittel, Bediensteten, Kleidung und Holz bezahlen konnte. Sie trug jahrelang nur zwei Kleider und gab Teile ihres Tafelgeschirrs in Zahlung, um Lebensmittel kaufen zu können. Dazu kamen später weitere Demütigungen hinzu: die Auflösung ihrer Verlobung mit dem Thronfolger Heinrich und die neuen Heiratsspekulationen des englischen Königs. Vielleicht gerade wegen ihres Unglücks und der Demütigungen, die Katharina würdig erduldete, war sie beim englischen Volk sehr beliebt.

### Heirat mit Heinrich Tudor

Königliches Wappen von Katharina von Aragon

Nach dem Willen seines Vaters sollte nun der 12-jährige neue Thronfolger, der künftige Heinrich VIII., Katharina von Aragon heiraten, sobald er 14 Jahre alt würde. Eine solche Eheschließung mit der Frau seines Bruders verstieß allerdings gegen kanonisches Recht (welches in diesem Punkt letztlich auf Lev 18,16  zurückgeht). Nachdem die Hofdamen jedoch bezeugt hatten, dass die Ehe mit Arthur wegen der Jugend des Paares nicht vollzogen worden sei, erteilte Papst Julius II. einen Dispens. Als Isabella I. von Kastilien am 26. November 1504 starb, wurden diese Heiratspläne zunächst auf Eis gelegt. Die Engländer warteten ab und nahmen neue Heiratsverhandlungen auf. Heinrich sollte nun Eleonore von Kastilien heiraten, die Tochter Philipps des Schönen, des neuen Königs von Kastilien.
Heinrich VII. veranlasste im Juni 1505 (sein Sohn war gerade volljährig geworden) die Lösung dessen Verlobung mit Katharina und zog, da Philipp I. im Jahr 1506 starb, seine eigene Vermählung mit dessen Witwe Johanna von Kastilien in Erwägung. Als sie jedoch aufgrund des Verlustes ihres Ehemanns immer mehr dem Wahnsinn verfiel, gab Heinrich VII. diese Heiratspläne auf. Katharinas Vater Ferdinand bestand nun auf der Einhaltung des Heiratsvertrages zwischen Heinrich und Katharina oder einer Rückzahlung der sehr ansehnlichen Mitgift. Der am 23. Juni 1503 ausgehandelte Verlobungsvertrag wurde am 11. Juni 1509 mit der Hochzeit endgültig eingelöst. Der Legende nach soll Heinrich VII. auf seinem Sterbebett (er starb am 21. April 1509) seinen Sohn gebeten haben, die als Fürstin von Wales überaus populäre Katharina von Aragon nun doch zu heiraten.

### Königin von England
Nur wenige Wochen nach der Hochzeit war Katharina schwanger, erlitt jedoch im Januar 1510 eine Totgeburt, ein Mädchen. Das zweite Kind, Prinz Henry, wurde am Neujahrstag 1511 geboren, starb aber nach 52 Tagen. Katharina hatte dann eine Fehlgeburt, gefolgt von einem weiteren früh verstorbenen Sohn. Trotz dieser dynastischen Rückschläge führten Katharina und Heinrich eine harmonische Ehe. Katharina war – nicht nur für den Hof und das Volk – die ideale Gattin. So ließ sie sich nicht nehmen, die Hemden ihres Mannes selbst zu flicken, und zeigte sich in Gegenwart von Heinrich still, fürsorglich und unterwürfig. Damit entsprach sie dem Frauenideal ihrer Zeit, was sie aber nicht davon abhielt, ihre Meinung zu äußern. Ihr besonderes Talent bestand darin, genau zu wissen, wann sie dem König nicht widersprechen sollte und wann sie einlenken musste.
Die Affären ihres Mannes mit seinen einzigen historisch verbürgten Mätressen Elizabeth Blount und Mary Boleyn behandelte sie diskret und nahm sie offiziell nicht zur Kenntnis. Allerdings führte ihr Elizabeth Blount ihre Unfähigkeit vor Augen, einen männlichen Thronerben zu gebären, als sie 1519 Henry Fitzroy das Leben schenkte. Dieser wurde von Heinrich auch offiziell als Sohn anerkannt und mit den Titeln eines Duke of Richmond und Duke of Somerset bedacht. Trotz ihrer sonstigen Diskretion betrachtete Katharina diese Ehrungen als Affront und sie erklärte, „kein Bastard sollte über die Tochter einer Königin erhoben werden“.
Im Jahr 1514 fiel Heinrich im Zuge der Italienischen Kriege mit seiner Armee in Frankreich ein, ernannte aber zuvor Katharina zur Regentin während seiner Abwesenheit. Mit einer großen Armee von 30.000 bis 40.000 Mann setzte er nach Calais über und eroberte die Stadt Thérouanne. Der schottische König Jakob IV., der durch die Auld Alliance mit Frankreich verbündet war, erklärte daraufhin England den Krieg. Katharina schickte eine Armee nach Norden. Dieser Feldzug fand kurze Zeit später am 9. September 1513 seinen blutigen Höhepunkt in der entscheidend erfolgreichen Schlacht von Flodden Field. Nahe der englisch-schottischen Grenze fielen der schottische König und mit ihm viele hochrangige Adlige sowie zehntausend seiner Untertanen.
Im Februar 1516 gebar Katharina im Palast von Placentia in Greenwich, London, die Tochter Mary, die spätere Königin Maria I. von England. 1518 brachte sie ein totes Mädchen zur Welt.

### Auflösung der königlichen Ehe

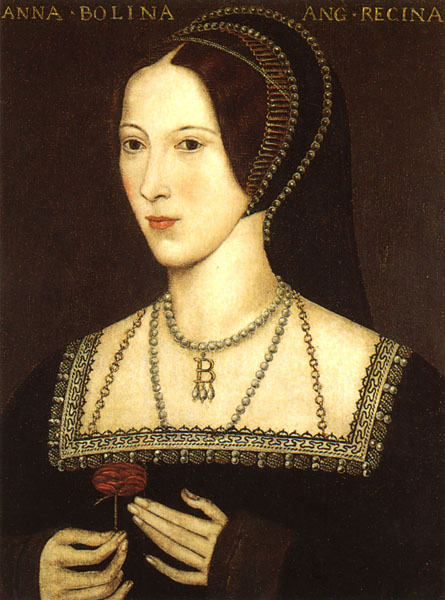
Anne Boleyn

Spätestens seit Ende 1526 war Anne Boleyn, eine von Katharinas ehemaligen Hofdamen und Schwester der früheren Mätresse Mary Boleyn, die Geliebte Heinrichs VIII. Anne Boleyn war nicht nur körperlich anziehend, sondern bestach auch durch eine außergewöhnliche Bildung und Schlagfertigkeit. Dies waren Eigenschaften, die auf viele Männer besonders herausfordernd wirkten, da sich die meisten Damen gemäß der zeitgenössischen Sitte still, unterwürfig und demütig verhielten. Heinrich VIII. entbrannte sehr schnell für Anne, aber diese ließ sich durch das glühende Werben des Königs zunächst nicht beeindrucken. Ihre geschickte Taktik des Sich-Verweigerns entfachte umso mehr stürmische Gefühle im König. Ab dem Frühling 1527 scheint Heinrich nur noch mit dem Gedanken beschäftigt gewesen zu sein, wie er seine Ehe mit Katharina beenden könnte. Da ihre Ehe nachweislich vollzogen wurde, schied dieser Grund für die Annullierung aus. In der Bibel wurde dann das passende Argument gefunden:

„Wenn jemand die Frau seines Bruders nimmt, so ist das eine abscheuliche Tat. Sie sollen ohne Kinder sein, denn er hat damit seinen Bruder geschändet.“

Da Katharina von Aragón ihrem Mann nicht den gewünschten männlichen Thronfolger geschenkt hatte, wollte Heinrich mit dieser Bibelstelle seine Ehe annullieren lassen, obwohl er für diese Ehe im Jahre 1503 einen päpstlichen Dispens erhalten hatte. Papst Clemens VII. jedoch zeigte kein Interesse, den Dispens von Julius II. aufzuheben. Zudem wollte er zu dieser Zeit, nach dem Sacco di Roma im Mai 1527, Katharinas Neffen Karl V. nicht verärgern. Bei der Ablehnung des Ansinnens verwendete er die dadurch bekannt gewordene Formulierung Non possumus.
Katharina, der die Pläne von Heinrich nicht verborgen blieben, hielt an der Rechtmäßigkeit ihrer Ehe unerschütterlich fest. Im Mai 1529 entsandte Clemens VII. seinen Gesandten Lorenzo Campeggi, der gemeinsam mit Kardinal Thomas Wolsey den Vorsitz einer Kommission führen sollte, die mit der Untersuchung der Scheidungsfrage betraut wurde. Katharina lehnte bereits am ersten Gerichtstag in Blackfriars die Richter ab und verlangte, dass man ihren Fall vor dem Papst in Rom verhandle. Dann warf sie sich vor Heinrich auf den Boden und bat ihn, ihr diesen für sie und ihre Tochter demütigenden Prozess zu ersparen. Anschließend verließ sie den Saal und kehrte nicht zurück. In weiterer Folge wurde der Prozess in ihrer Abwesenheit geführt. Mit quälender Langsamkeit zog sich die Entscheidung des Tribunals hin, bis Papst Clemens VII. schließlich zum Triumph Katharinas anordnete, den Fall in Rom zu verhandeln. Der Zorn des Königs über diese päpstliche Entscheidung entlud sich über Kardinal Wolsey, der seiner Hinrichtung nur entkam, weil er am 29. November 1530 starb. Vorher zog Heinrich VIII. aus Ärger über den Rückschlag Wolseys Güter ein.

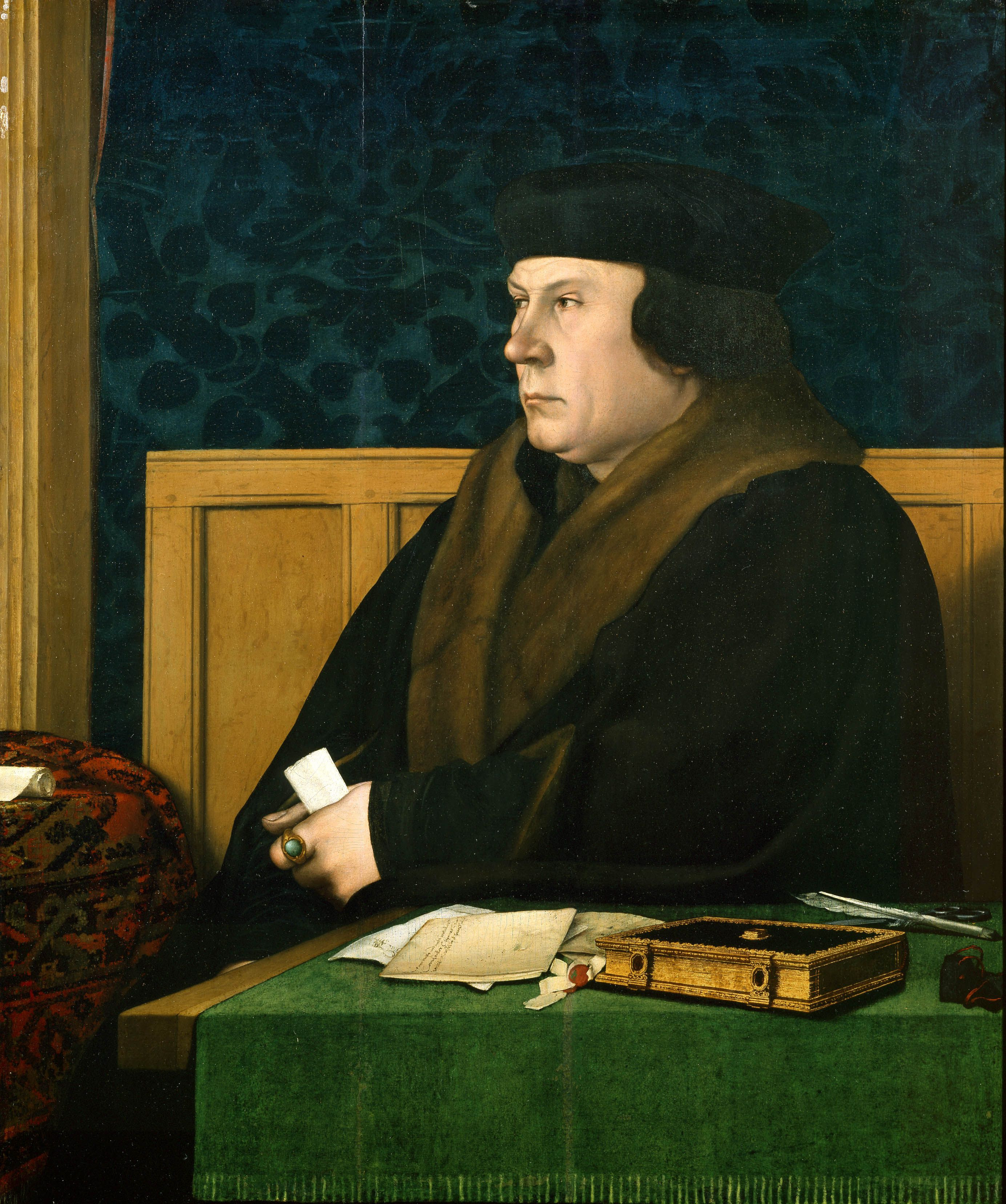
Thomas Cromwell (Porträt von Hans Holbein)

Bis Juni 1531 hielt Heinrich das Bild der problemlosen Ehe mit Katharina für das englische Volk aufrecht. Offizielle Auftritte wurden von König und Königin absolviert. Ab Juli 1531 übernahm Anne für alle sichtbar die Rolle der Königin. Im Oktober 1532 begleitete sie Heinrich zu einem Treffen mit Franz I. nach Frankreich. Katharina musste für diese Reise ihre Kronjuwelen an Anne herausgeben, die diese nun bei offiziellen Empfängen und auf Festen für alle sichtbar trug.
Wahrscheinlich gab Anne kurz nach ihrer Rückkehr aus Frankreich Heinrichs Werben endlich nach. Ende Dezember 1532 muss sie Heinrich mitgeteilt haben, dass sie schwanger war. Heinrich musste nun schnell handeln, damit sein Kind (er ging davon aus, dass es ein Sohn werden würde) legitim geboren werden konnte. Am 25. Januar 1533 heiratete er Anne Boleyn in einer stillen Zeremonie in einer Kapelle in der Nähe des Greenwich-Palastes. Die Ehe wurde zunächst geheim gehalten, da Heinrich noch nicht geschieden war und so in Bigamie lebte. Nachdem Heinrich heimlich Anne Boleyn geheiratet hatte, verabschiedete er am 23. Mai 1533 eine Parlamentsakte zur Annullierung seiner Ehe mit Katharina.
Schatzkanzler Thomas Cromwell und der Erzbischof von Canterbury Thomas Cranmer wurden von Heinrich beauftragt, seine Ehe mit Katharina nun endlich, mit dem Anstrich der theologischen Richtigkeit, scheiden zu lassen. Beide schafften es, den Klerus in England unter Druck zu setzen, so dass am 23. Mai 1533 ein Scheidungsgericht die Ehe mit Katharina von Aragón für ungültig erklärte. Dies geschah ohne Zustimmung des Papstes. Es war der erste Schritt zum Bruch mit der römisch-katholischen Kirche und zur Entstehung der Anglikanischen Gemeinschaft (umgangssprachlich als „Anglikanische Kirche“ bekannt).

### Prozess und Exil
Nach fünf Jahren des Wartens forderte Heinrich im März 1534 Papst Clemens VII. auf, der Scheidung zuzustimmen, was der Papst jedoch in Anbetracht des vorherigen Dispenses und aus Rücksicht auf Kaiser Karl V. ablehnte. Daraufhin betrieb Heinrich den Bruch mit der katholischen Kirche und die Etablierung der anglikanischen Staatskirche, der er selbst als Oberhaupt vorstand.
Katharina lehnte die Einwilligung in die Scheidung ab und wurde gezwungen, den königlichen Hof zu verlassen. Sie wurde von ihrer für illegitim erklärten Tochter getrennt und in fern gelegene Schlösser geschickt. Die Hoffnung, dass sie sich unter den demütigenden Umständen fügen werde, erwies sich jedoch als gegenstandslos, denn Katharina akzeptierte die Scheidung nie und unterzeichnete noch ihren letzten Brief mit „Katharina die Königin“. Die abgeschobene Königin lebte zunächst im Buckden Palast in Huntingdonshire. Im Frühling 1534 musste Katharina noch einmal umziehen, nach Schloss Kimbolton. Zu dieser Zeit erfuhr sie, dass die Ehe Heinrichs mit Anne sich zum Schlechten wandte. Ob sie noch Hoffnung hatte, dass er eines Tages zu ihr zurückkehren würde, ist nicht überliefert.

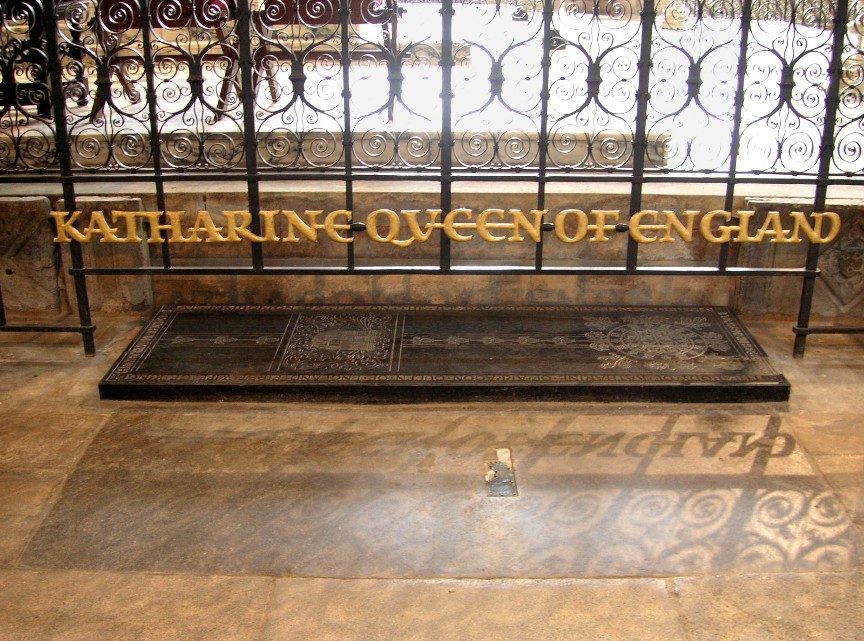
Katharinas Grab in der Kathedrale von Peterborough

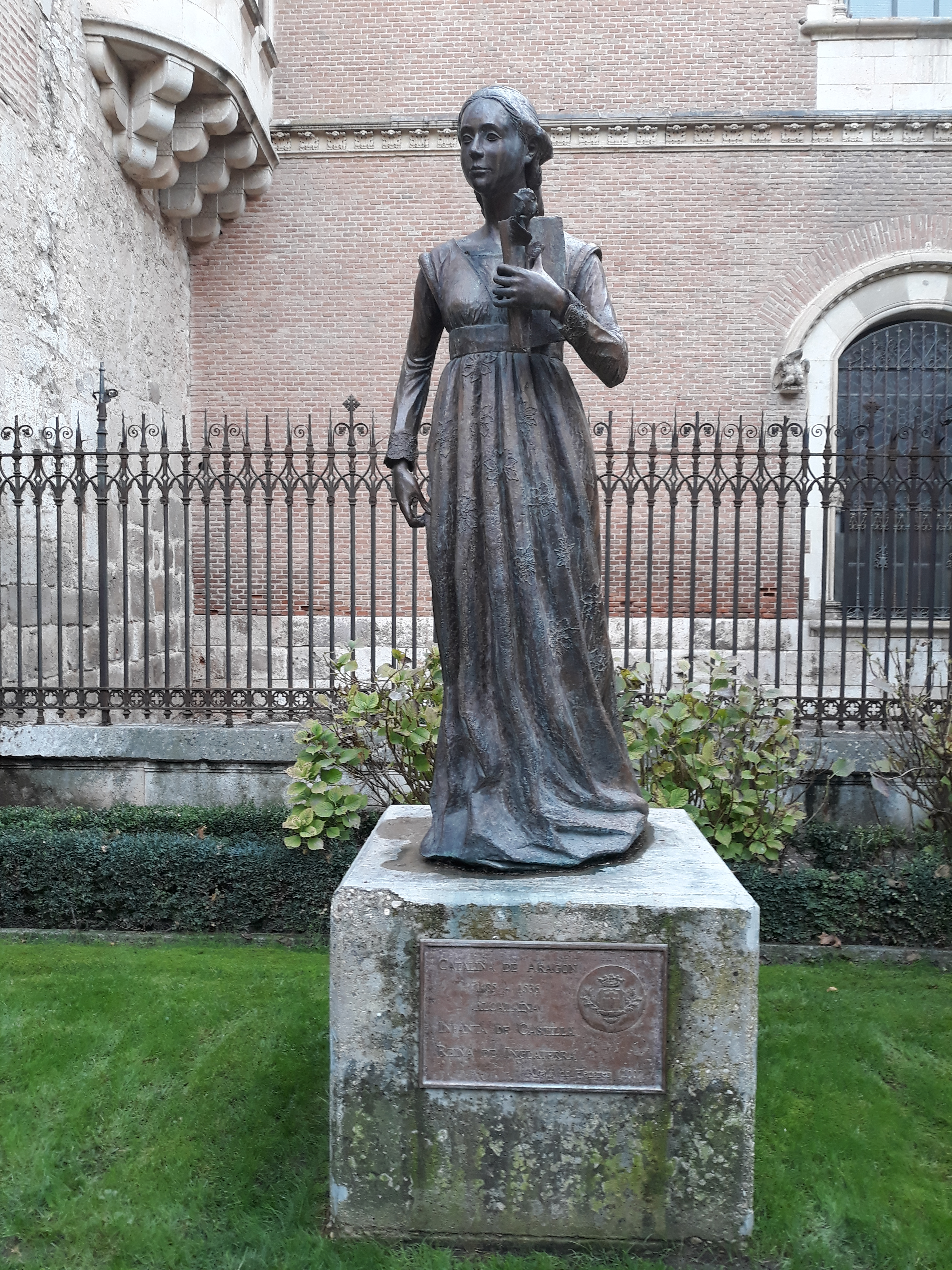
Denkmal im Geburtsort Alcalá de Henares

Ab Dezember 1535 fühlte sich Katharina unwohl und starb am 7. Januar 1536 an einer Krebserkrankung auf Schloss Kimbolton.
Ihre letzten Worte aus ihrem letzten Brief an Heinrich VIII. waren:

“Oculi mei te solum desiderant. Vale.”

„Meine Augen verlangen nur nach dir. Lebwohl.“

Sie wurde in der Kathedrale von Peterborough mit der Zeremonie der Witwe eines Fürsten von Wales beigesetzt, nicht mit der einer Königin. Als der König vom Tode seiner ersten Frau erfuhr, soll er folgende Worte gesagt haben: „Gott sei gelobt! Wir sind nun von jeglicher Kriegsangst befreit.“ Einen Tag später nahm Heinrich an einem Ball teil; er untersagte seiner Tochter Maria, ihrer Mutter das letzte Geleit zu geben.

## Nachkommen

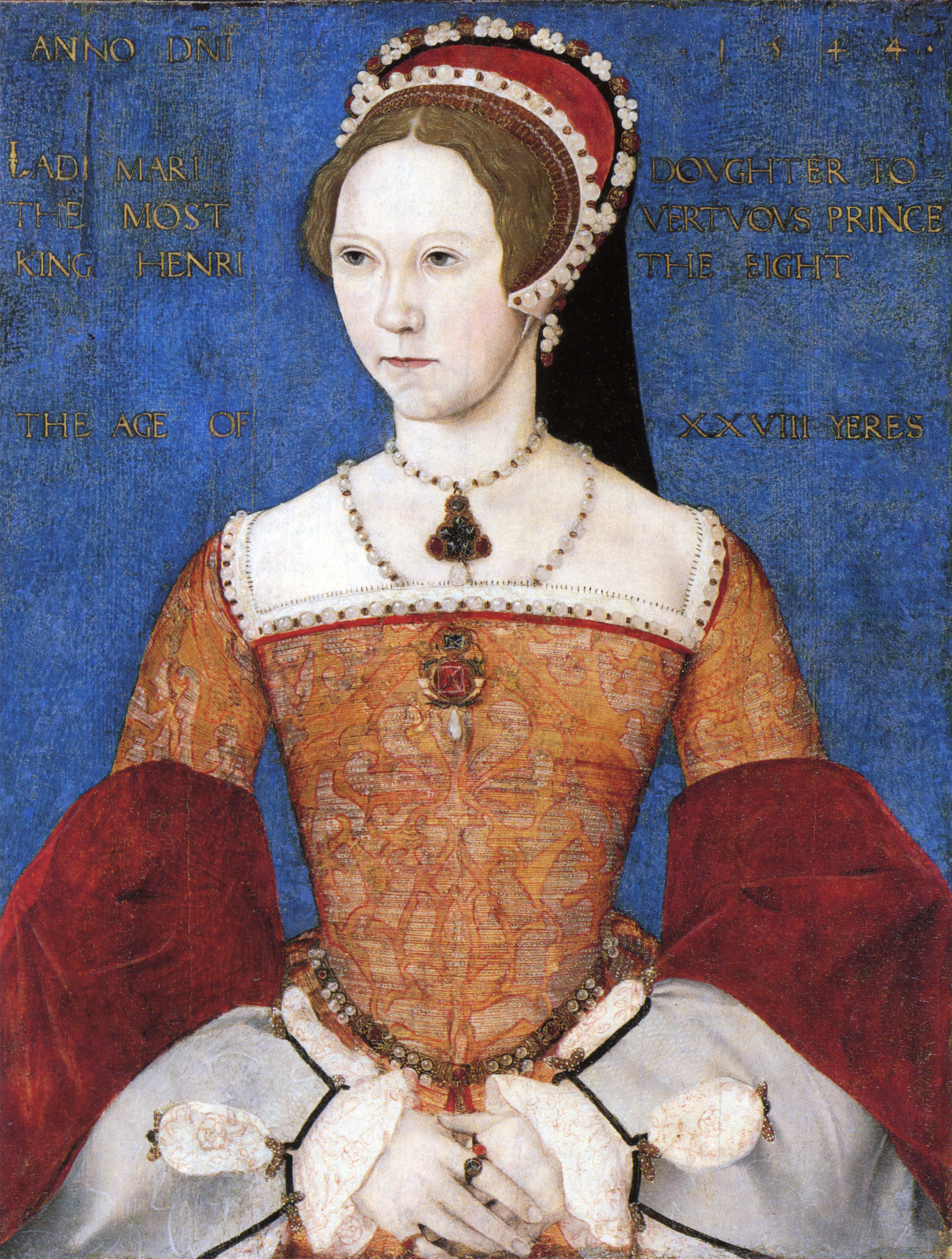
Tochter Maria als junge Frau (Gemälde von Master John)

Kinder mit König Heinrich VIII. (Heirat am 11. Juni 1509, die Ehe wurde am 23. Mai 1533 annulliert):
- Tochter (*/† 31. Januar 1510)
- Henry, Duke of Cornwall (* 1. Januar 1511; † 22. Februar 1511)
- Fehlgeburt (*/† November 1513)
- Henry, Duke of Cornwall (*/† Dezember 1514)
- Maria I. (* 18. Februar 1516; † 17. November 1558); ⚭ mit Philipp II.
- Tochter, Totgeburt im 8. Monat (*/† 10. November 1518)[3]

Da über Katharinas Schwangerschaft im Jahr 1513 lediglich bekannt ist, dass sie aus Dankbarkeit darüber eine Pilgerfahrt nach Walsingham unternahm, sind weder das Geschlecht noch das Geburtsdatum des Kindes bekannt.

## Vorfahren
|  |                                           |  |  |  |  |  |  |  |  |  |  |  |  |
|  | Ferdinand I. von Aragon (1380–1416)       |  |  |  |  |  |  |  |  |  |  |  |  |
|  |                                           |  |  |  |  |  |  |  |  |  |  |  |  |
|  |                                           |  |  |  |  |  |  |  |  |  |  |  |  |
|  | Johann II. von Aragón (1397–1479)         |  |  |  |  |  |  |  |  |  |  |  |  |
|  |                                           |  |  |  |  |  |  |  |  |  |  |  |  |
|  |                                           |  |  |  |  |  |  |  |  |  |  |  |  |
|  | Eleonore Urraca von Kastilien (1374–1435) |  |  |  |  |  |  |  |  |  |  |  |  |
|  |                                           |  |  |  |  |  |  |  |  |  |  |  |  |
|  |                                           |  |  |  |  |  |  |  |  |  |  |  |  |
|  | Ferdinand II. von Aragon (1452–1516)      |  |  |  |  |  |  |  |  |  |  |  |  |
|  |                                           |  |  |  |  |  |  |  |  |  |  |  |  |
|  |                                           |  |  |  |  |  |  |  |  |  |  |  |  |
|  | Fadrique Enríquez († 1473)                |  |  |  |  |  |  |  |  |  |  |  |  |
|  |                                           |  |  |  |  |  |  |  |  |  |  |  |  |
|  |                                           |  |  |  |  |  |  |  |  |  |  |  |  |
|  | Juana Enríquez (1425–1468)                |  |  |  |  |  |  |  |  |  |  |  |  |
|  |                                           |  |  |  |  |  |  |  |  |  |  |  |  |
|  |                                           |  |  |  |  |  |  |  |  |  |  |  |  |
|  | Maria Fernández de Córdoba                |  |  |  |  |  |  |  |  |  |  |  |  |
|  |                                           |  |  |  |  |  |  |  |  |  |  |  |  |
|  |                                           |  |  |  |  |  |  |  |  |  |  |  |  |
|  | Katharina von Aragón (1485–1536)          |  |  |  |  |  |  |  |  |  |  |  |  |
|  |                                           |  |  |  |  |  |  |  |  |  |  |  |  |
|  |                                           |  |  |  |  |  |  |  |  |  |  |  |  |
|  | Heinrich III. von Kastilien (1379–1406)   |  |  |  |  |  |  |  |  |  |  |  |  |
|  |                                           |  |  |  |  |  |  |  |  |  |  |  |  |
|  |                                           |  |  |  |  |  |  |  |  |  |  |  |  |
|  | Johann II. von Kastilien (1405–1454)      |  |  |  |  |  |  |  |  |  |  |  |  |
|  |                                           |  |  |  |  |  |  |  |  |  |  |  |  |
|  |                                           |  |  |  |  |  |  |  |  |  |  |  |  |
|  | Katharina von Lancaster (1373–1418)       |  |  |  |  |  |  |  |  |  |  |  |  |
|  |                                           |  |  |  |  |  |  |  |  |  |  |  |  |
|  |                                           |  |  |  |  |  |  |  |  |  |  |  |  |
|  | Isabella I. von Kastilien (1451–1504)     |  |  |  |  |  |  |  |  |  |  |  |  |
|  |                                           |  |  |  |  |  |  |  |  |  |  |  |  |
|  |                                           |  |  |  |  |  |  |  |  |  |  |  |  |
|  | Johann von Portugal (1400–1442)           |  |  |  |  |  |  |  |  |  |  |  |  |
|  |                                           |  |  |  |  |  |  |  |  |  |  |  |  |
|  |                                           |  |  |  |  |  |  |  |  |  |  |  |  |
|  | Isabella von Portugal (1428–1496)         |  |  |  |  |  |  |  |  |  |  |  |  |
|  |                                           |  |  |  |  |  |  |  |  |  |  |  |  |
|  |                                           |  |  |  |  |  |  |  |  |  |  |  |  |
|  | Isabella von Braganza (1402–1465)         |  |  |  |  |  |  |  |  |  |  |  |  |
|  |                                           |  |  |  |  |  |  |  |  |  |  |  |  |
|  |                                           |  |  |  |  |  |  |  |  |  |  |  |  |

## Titel
- Infanta Catalina de Castilla y Aragón (16. Dezember 1485 – 14. November 1501)
- The Princess of Wales, Duchess of Cornwall, Countess of Chester (14. November 1501 – 2. April 1502)
- The Dowager Princess of Wales, Dowager Duchess of Cornwall, Dowager Countess of Chester (2. April 1502 – 11. Juni 1509)
- Her Grace The Queen of England (11. Juni 1509 – 1519)
- Her Majesty The Queen of England (1519 – 23. Mai 1533)
- Her Highness The Dowager Princess of Wales, Dowager Duchess of Cornwall, Dowager Countess of Chester (23. Mai 1533 – 7. Januar 1536)

## Moderne Rezeption

### Romane
- Margaret George: Ich, Heinrich VIII. Bastei Lübbe, Bergisch Gladbach 2006, ISBN 3-404-15584-X.
- Philippa Gregory: Die ewige Prinzessin. Bastei Lübbe, Bastei Lübbe GmbH & Co.KG (Bastei Verlag), ISBN 3-404-16469-5.
- Alison Weir: Katharina von Aragon – Die wahre Königin. Ullstein Taschenbuch, Ullstein Buchverlag, ISBN 978-3-548-06305-8.

### Musik
Katharina von Aragon ist eine der Hauptfiguren des Musicals Six, in dem die sechs Ehefrauen von Heinrich VIII. in einem Ausscheidungssingen für eine Girlgroup gegeneinander antreteten.